# Marek Ałaszewski
Marek Jarosław Ałaszewski (ur. 2 grudnia 1942 w Warszawie, zm. 19 listopada 2023 w Bielawie) – polski kompozytor, gitarzysta, także autor tekstów piosenek i wokalista, z wykształcenia artysta malarz.

## Życiorys
Był absolwentem Wydziału Malarstwa warszawskiej ASP, gdzie był uczniem m.in. Jana Cybisa, Stefana Gierowskiego i Aleksandra Kobzdeja.
Działalność muzyczną rozpoczął już w czasie studiów – jako wokalista i gitarzysta w zespole Pesymiści i Bardowie. W 1969 wraz z Markiem Skolarskim i Andrzejem Poniatowskim założył grupę wokalno-instrumentalną Klan. Był w niej muzykiem, kompozytorem i autorem niektórych tekstów. Po zlikwidowaniu zespołu w 1971 skupił się na działalności plastycznej, choć nie rozstał się z muzyką. Klan reaktywował w 1991.
Do maja 2016 występował i był aktywny jako kompozytor i malarz. W 2016 przeszedł udar, a poważna choroba od tego czasu uniemożliwiała mu jakąkolwiek działalność.

## Dyskografia
- Klan – Klan (1970)
- Klan – Mrowisko (1971)
- Dżamble – Wołanie o słońce nad światem (1971)
- Klan – Po co mi ten raj (1992)
- Klan – Laufer (2012)[4]
- Tipsy Train – Shut up! (2010)[5]
- Klan – Live Finland 1972 (2016)[6]

## Muzyka teatralna
- Mrowisko
- Sen nocy letniej (1973)

## Działalność plastyczna
Ałaszewski malował pejzaże, m.in. stworzył tzw. serię „wenecką”. W jego dziełach widać wpływy impresjonizmu. Mocną stroną obrazów są kolorystyka, harmonia barw i otwarta kompozycja.
Ałaszewski prezentował swoje prace na wystawach zbiorowych w Polsce (Szczecin, 1975; warszawska Zachęta, 1978, 1987; Poznań, 1976) i za granicą (Barcelona, 1975).
Miał także swoje wystawy indywidualne, m.in.:
- w Galerii Brigitte Wąlfer w Berlinie (1978)
- w Galerii "U" w Warszawie (1986, 1990)
- w Kordegardzie w Warszawie (1995, 1996, 1999)
- w warszawskiej Galerii TPSP „Pałacyk” (2001)[7]
- w Galerii "Wieża" w Warszawie (2007)[8]
- w Galerii Nowolipki w Warszawie (2009)
- w Galerii Lufcik w Warszawie (2018)[9]

Marek Ałaszewski jest ponadto twórcą happeningów plastyczno-muzycznych, m.in. Muzyka betonów.

## Odznaczenia
- 2022 – Srebrny Medal „Zasłużony Kulturze Gloria Artis”[10]
- 2023 – Złoty Krzyż Zasługi „za zasługi dla kultury polskiej, za osiągnięcia artystyczne”[11]

## Galeria

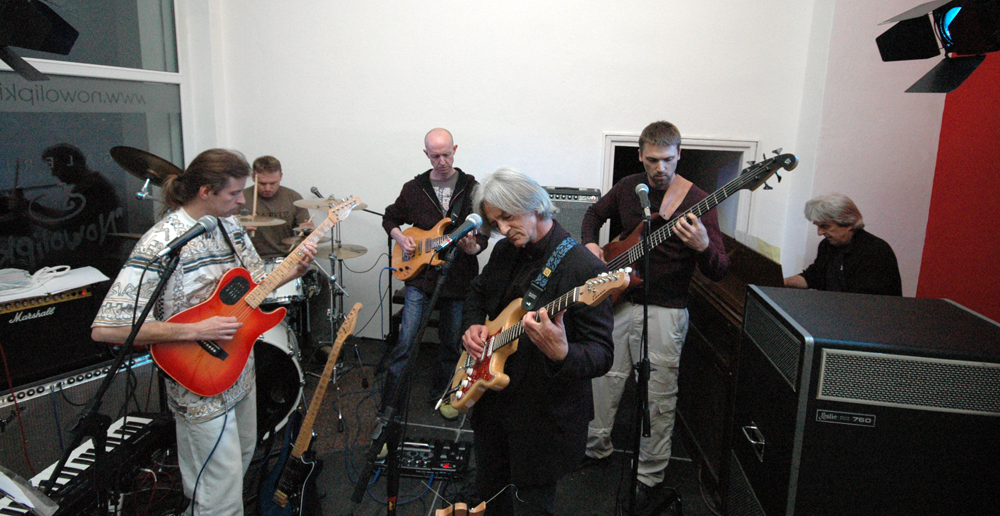
Koncert reaktywowanego zespołu Klan w Galerii Nowolipki, Warszawa - maj 2009 r.
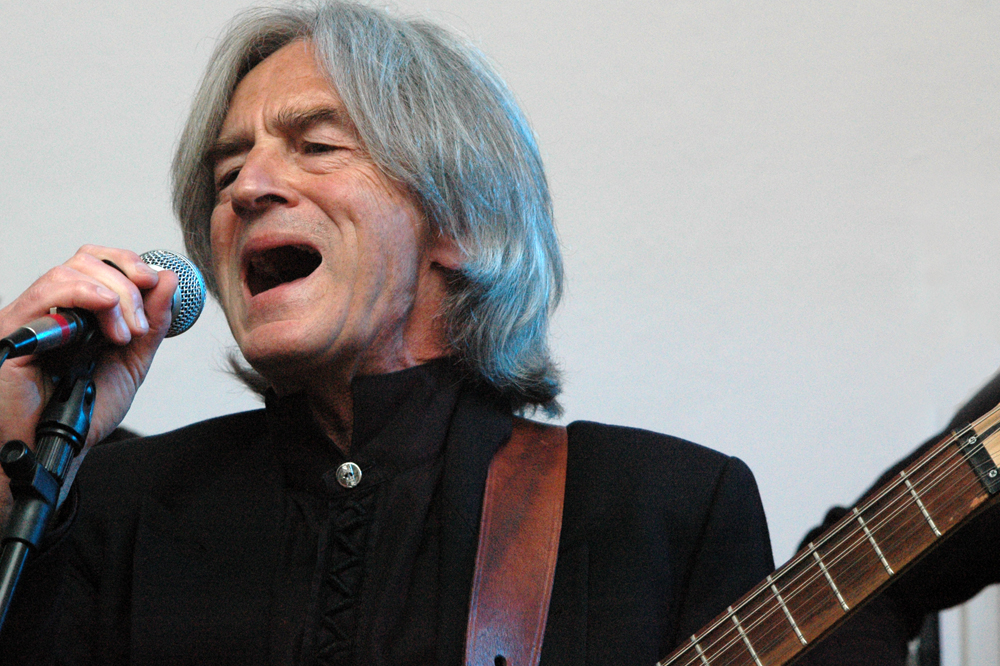
Marek Ałaszewski w maju 2009 r.
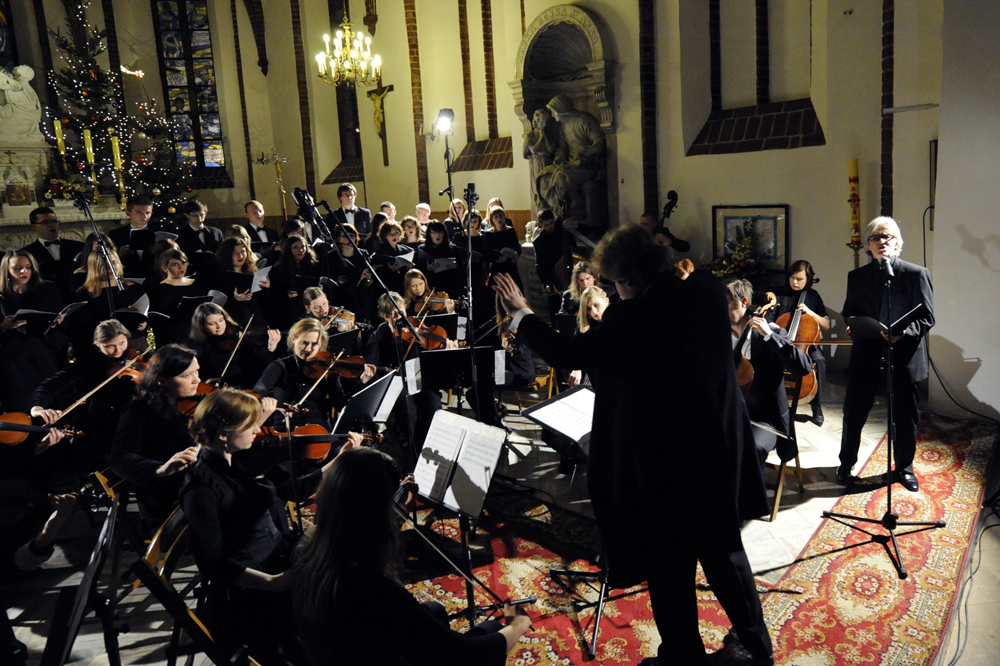
Oratorium w kościele Nawiedzenia Najświętszej Marii Panny w Warszawie - styczeń 2011 r.
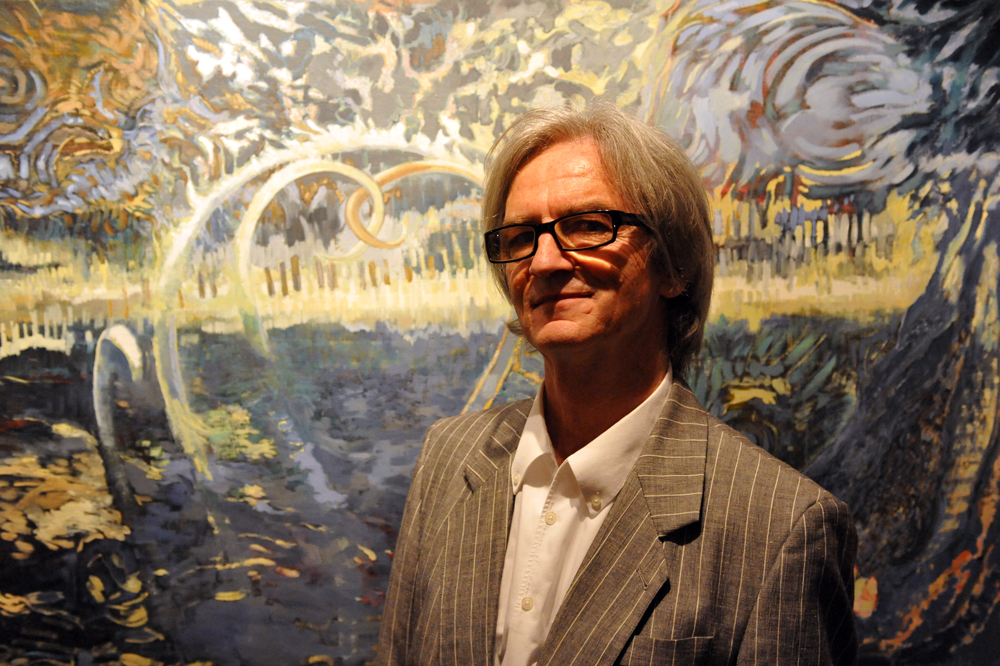
Wystawa malarstwa w Warszawie - maj 2011 r.
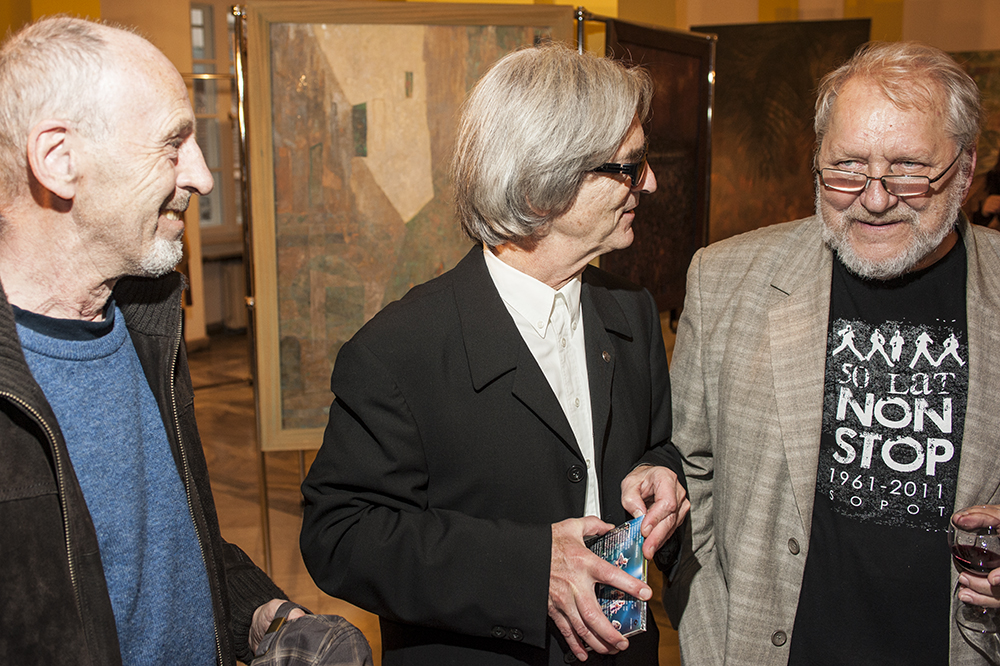
Wernisaż wystawy malarstwa Marka Ałaszewskiego, Warszawa, październik 2011. Po lewej - Tomasz Jaśkiewicz, po prawej - Marek Gaszyński.
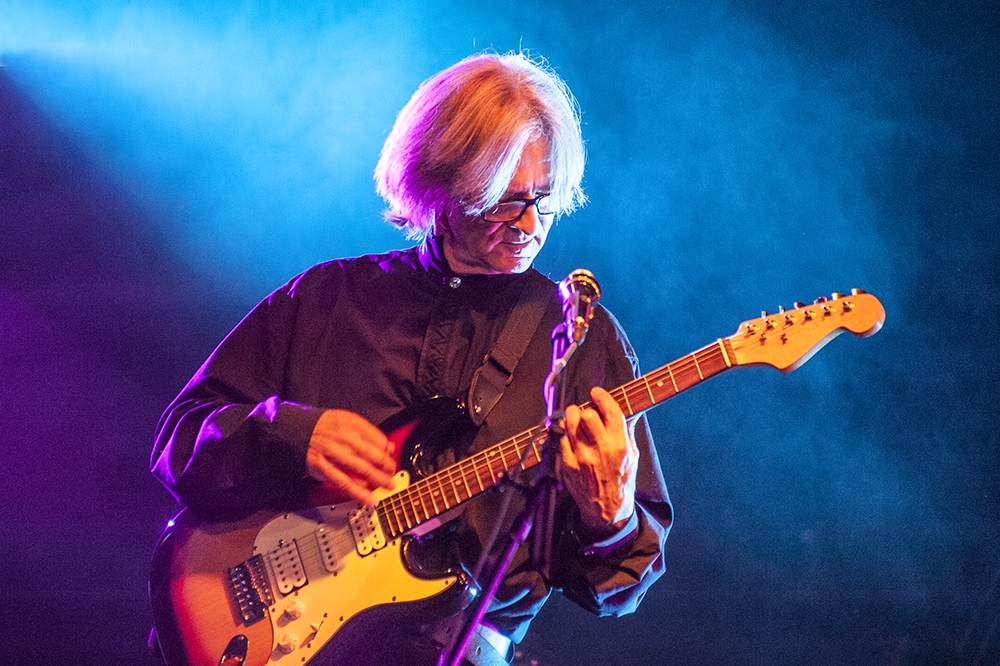
Koncert w lutym 2012 r. - Warszawa
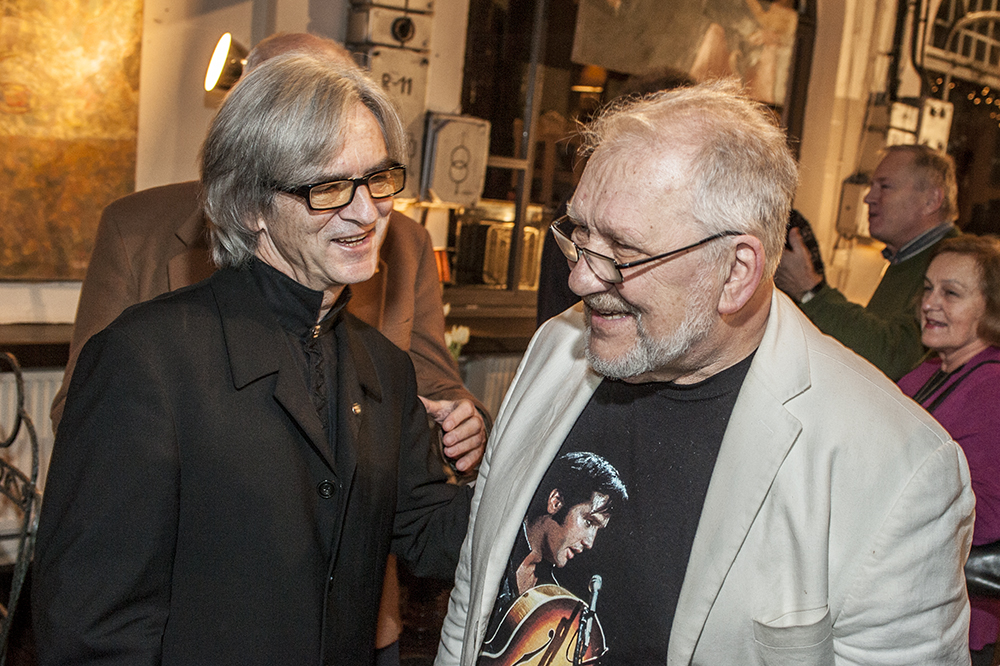
Wernisaż w Galerii Freta 39, Warszawa - styczeń 2012 r.
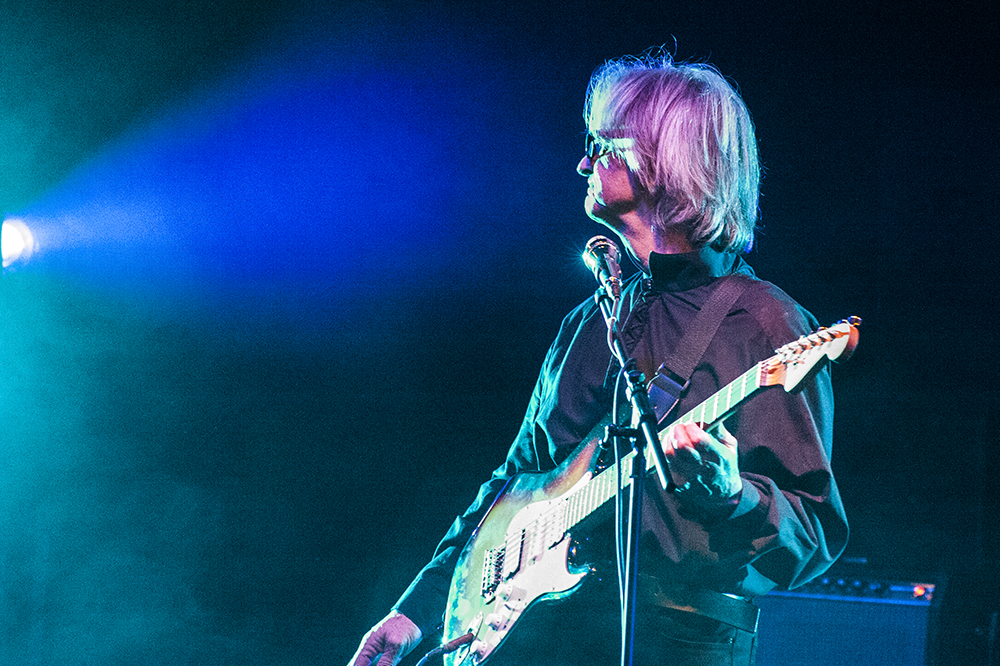
Z nowym składem zespołu Klan - luty 2012 r.
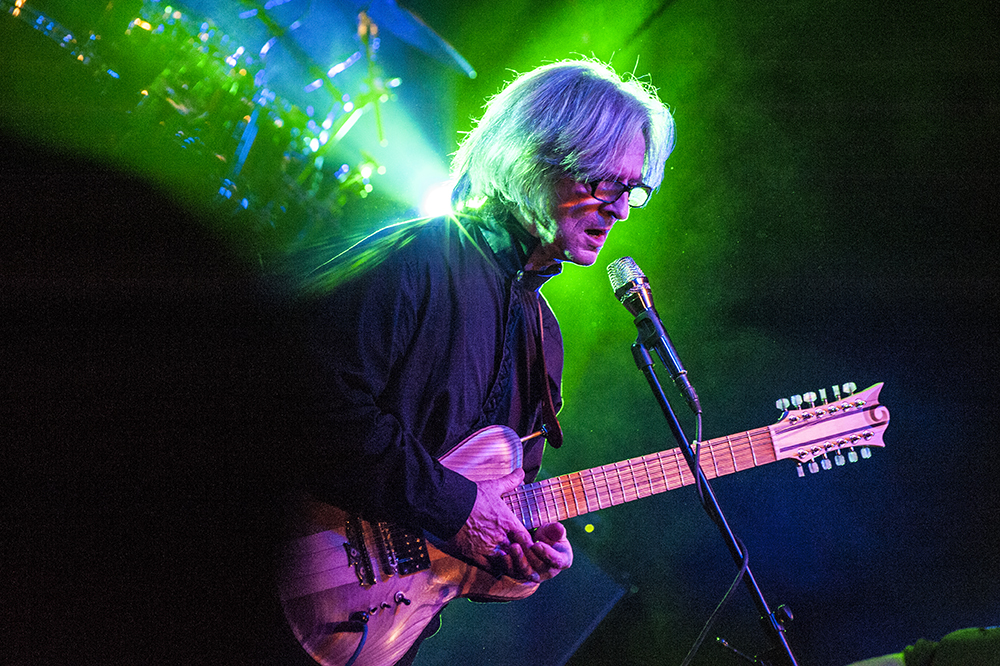
Koncert zespołu Klan w Warszawie - luty 2012 r.
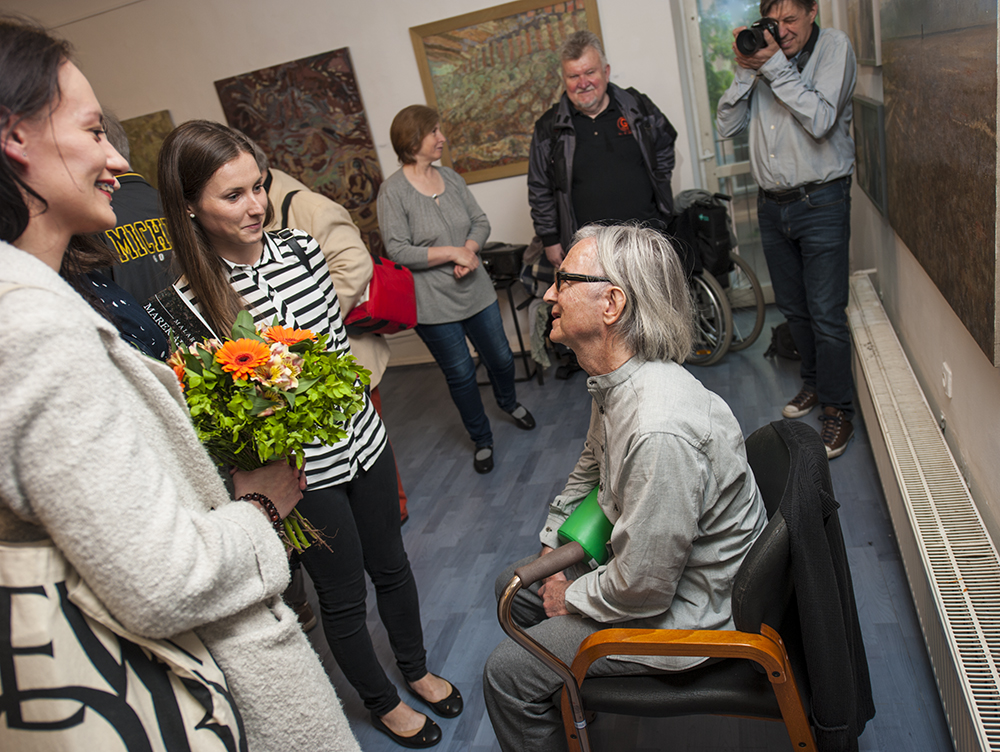
Wernisaż w Galerii Lufcik, Warszawa - kwiecień 2018 r.